# Школска чесма (Нишка Бања)
43° 17′ 37″ С; 22° 00′ 29″ И / 43.2936843° С; 22.0079756° И
Школска чесма је према балнеолошкој класификацији, хипотермални термоминерални крашки извор, са знатним садржајем калцијума, магнезијума, хидрокарбоната, оксида алуминијума, оксида гвожђа и силицијум-диоксида. (Станковић С., 2009.год.) Врело Школска чесма избија код старе школе, Нишке Бање одакле јој и потиче назив. Издашност извора је 2,5 литара у секунди, а температура воде од 17°-19 °C. 

## Изведени радови на измештању врела
Због неуједначеног прилива воде са врела Сува бања 1958. извршено је довођење воде овог врела до Главног врела и на том саставу уграђен је привремени раздељивач за мешање ових двеју вода са преливом за сувишне воде. Тиме је омогућено уједначење температуре воде између 39 °C колико износи на Главном врелу и температуре воде Суве бање која се креће између 12° и 37 °C. Преко три одвода раздељивачем је омогућено снабдевање купатила водом са три температуре.
Вишегодишњим упоредним метеоролошкихм и хидролошким осматрања констатовано је да је термална компонента бањске воде стална и по температури и по издашности, а да проме настају услед променљивости хладних крашких компонената, чије количине зависе од атмосферских падавина у сливном (сабирном) подручју Суве планине и Коритњака.

## Геоморфологија
Школска чесма је један од термоминералних извори Нишке Бање који избијају на јужном ободу Нишке котлине под висовима Коритњака (808 m), крајњем западном огранку Суве планине. Они су у раседној зон, ограниченој северним странама кретацејских кречњака Кованлука. Ти су кречњаци испресецани многобројним дијаклазама испуњени белим калцитским жилицама. У самој Нишкој Бањи на нишавској тераси застрвени су дебелим слојем бигра, чија је просечна дебљина наслага око 10 m, али местимично и до 20 m.
У термалном подручју Нишке Бање, око Коритњака, утврђени су раседи (са свих страна осим са оне која се веже за Суву планину). Ту почиње, и сноп заплањских раседа правцем северозапад—југоисток, дуж којих је спуштена Заплањска котлина.
Најиздашнији извори Нишке Бање избијају на „подмлађеним бањским раседима“; терма Сува бања на студенском; Главно врело на укрштању тог и заплањског раседа. Сем ових, у разбијеном изворишту термалне зоне Нишке бање, уочена је појава и других извора; врела Мало грло (око 320 m источно од Суве бање) и повременог, врло слабог термалног извора Авуз (каптираног у у данашњој Школској чесми).
Истраживања су указала да термалне терасе нису постале само таложењем бигра из воде главног врела, већ и из других извора на загату. Нови профили бигрених салива, откривени просецањем приступног пута за нишкобањску пећинску терму 1968. потврђују, да се на релативном загату, истицање термоминералне воде вршило из низа извора вероватно на целом нишкобањском подножју Коритњака.

## Физичко хемијске карактеристике воде
Према балнеолошкој класификацији, Школска чесма припада хипотермама, са знатним садржајем калцијума, магнезијума, хидрокарбоната, оксида алуминијума, оксида гвожђа и силицијум-диоксида. Специфична тежина воде је 1,0002, реакција благо алкална pH 7,3, а суви остатак на темеператури од 180 °C је 0,3516 грама по литру.
Садржај минерала у једном литру воде Школске чесме.
| Катјона     | Грама  | Милимола | Миливала | Миливала у % |
| ----------- | ------ | -------- | -------- | ------------ |
| Натријума   | 0,0160 | 0,6970   | 0,6970   | 8,4522       |
| Калијума    | 0,0025 | 0,0641   | 0,0641   | 0,6681       |
| Калцијума   | 0,1245 | 3,1063   | 6,2126   | 75,4154      |
| Магнезијума | 0,0150 | 0,6414   | 1,2828   | 15,4643      |
| Укупно      |        |          | 8,2365   | 100,0000     |
| Анјона      | Грама  | Милимола | Миливала | Миливала у % |
| Бикарбоната | 0,3790 | 6,2131   | 6,2131   | 75,5218      |
| Хлорида     | 0,0270 | 0,7606   | 0,7606   | 9,2453       |
| Сулфата     | 0,3550 | 0,3645   | 0,7290   | 8,8611       |
| Нитрата     | 0,0325 | 0,5242   | 0,5242   | 6,3718       |
| Укупно      |        |          | 8,2269   | 100,0000     |

Њена радиокативност достиже д 36,38 до 54,70 Махових јединица, због чега се вода са овог извора користи само за пиће. Врело Школска чесма спада међу најрадиоактивније изворе воде у Србији, чија радиоактивност не зависи од метеоролошких прилика.
Мерења спроведена од 1931. до 1999. године показала су да је максимална температура воде „Главног врела“ износила 41,3 °C, а минимална 19 °C, док су се темпераратура воде врела Сува бања кретале између 39,4 °C и 11 °C.